# 謝麗萍
謝麗萍（英語：Amber Chia，1981年12月14日—）是一位马来西亚模特儿和演员。

## 生平
出生於马来西亚适耕庄，17歲開始進入模特行業。她2005年榮「馬來西亞最性感藝人」名銜，在名模事業高漲之時也開始涉獵演繹事業，已拍攝了幾部影片，並於2007年開始進軍台灣演藝圈。

## 電影
鬼老大哥大饰 鬼差

## 外部連結
- Amber Chia的Facebook專頁
- Amber Chia謝麗萍的Instagram帳戶